# Daily Bread
Daily Bread war eine Band aus Flevoland in den Niederlanden. Die Band bestand aus der Sängerin Kimberly van der Velden, Schlagzeuger Stefan Stoer, Bassist Chris Mulder und ab 2012 Keyboarder Atser Damsma. Speziell bei ihren Konzerten war, dass sich die Bandmitglieder – inklusive Schlagzeuger – vorne am Bühnenrand aufstellten. Sie machten Gebrauch von selbstfabrizierten Effektgeräten und das Schlagzeug wurde manchmal mit Rasseln bespielt. Ihren Stil bezeichnete die Band als Sexy Garage Dance.

## Geschichte
Stefan Stoer und Chris Mulder spielten bereits in einer Britpop-Band zusammen, die sich jedoch auflöste. Darauf begannen sie zusammen mit Kimberly – die aus demselben Dorf stammt und Gedichte schrieb – Musik zu machen. Bekannt wurden Daily Bread, als sie 2008 den Kleine Prĳs van Friesland gewannen. Sie wurden auch für den Grote Prĳs van Nederland vorgeschlagen, nahmen jedoch nicht teil, weil sie sich von den Organisatoren zu sehr eingeschränkt fühlten.
Beim Bevrijdingsfestival in Leeuwarden im Jahr 2009 war Daily Bread der Opening Act auf der Hauptbühne. Es folgten erste Auftritte außerhalb der Niederlande in Schottland und am Paléo Festival in der Schweiz.
Die Band wurde im Januar 2009 bei Excelsior Recordings unter Vertrag genommen, wo im Oktober desselben Jahres das Debütalbum Well, You're Not Invited erschien.

## Diskografie
- 2009: Well, You're Not Invited (Album)
- 2012: The Present (EP)
- 2012: Iterum (Album)